# SyQuest
SyQuest Technology, Inc. (SYQT, Inc.) は、米国にかつて存在したリムーバブルハードディスクの大手ベンダーである。

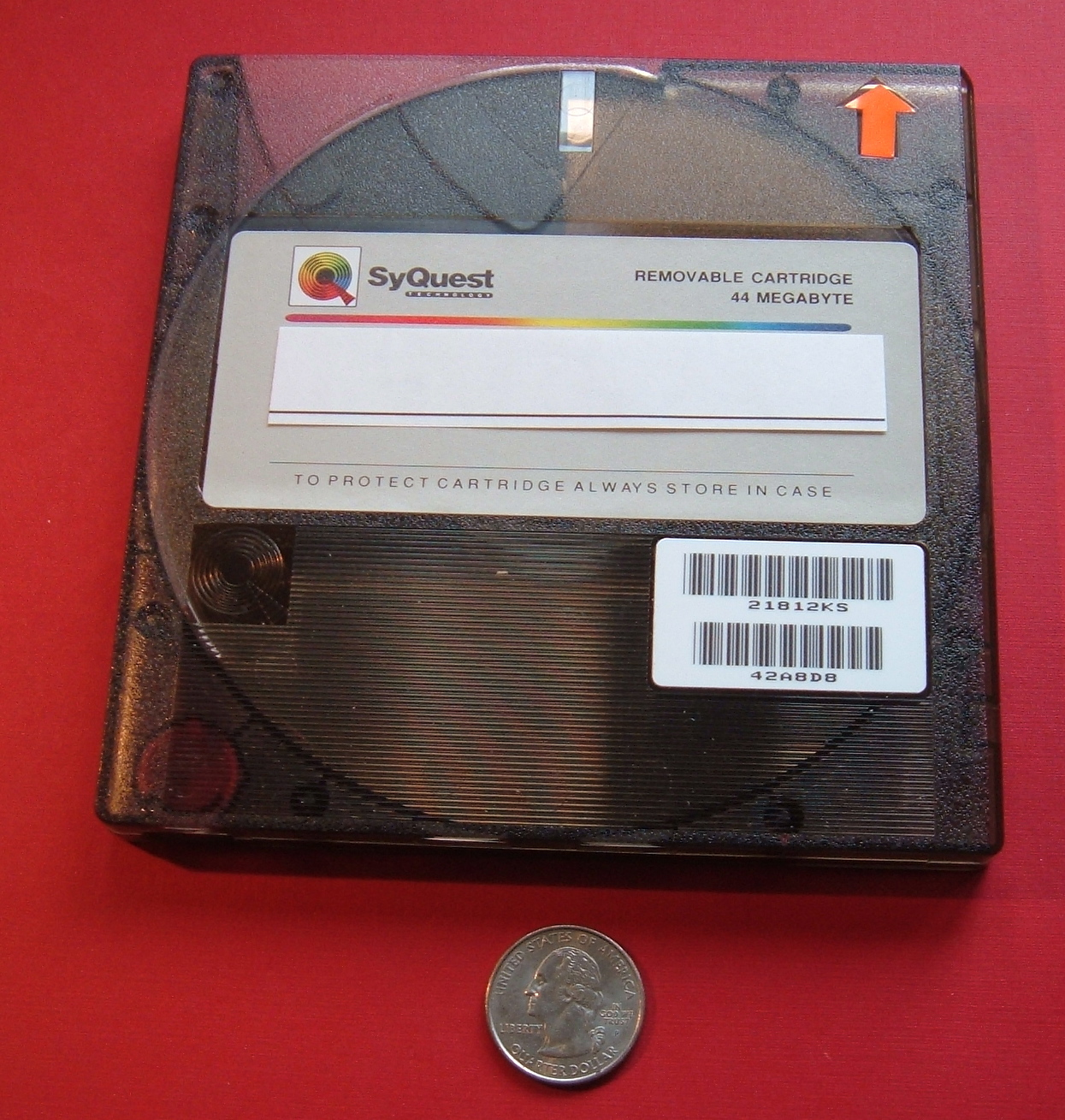
SQ400ディスク（5.25インチディスク）

## リムーバブルハードディスク
SyQuest社が発売していたリムーバブルハードディスクとは、ハードディスクのディスク部をカートリッジに収め着脱可能としたリムーバブルストレージのひとつである。ハードディスク並みの速度と大容量が特徴で、かつて米国ではコンピュータ環境の入れ換えやバックアップ、大量のデータの受け渡しなど、フロッピーディスクにデータの入りきらない用途に使われ、普及していた。ただし、日本ではアメリカに比べ大きなデータやりとりをする需要が生じる時期が遅く、かつ光磁気ディスク(MO)という他のリムーバブルメディアの存在などの諸要因が影響していたためか、あまり普及することはなかった。

## 略歴
SyQuestは1983年に創設され（創始者 Syed Iftikar）、当初よりリムーバブルハードディスクを製造した。米国ではSyQuestというとリムーバブルハードディスクの別名のように使われていた。さまざまな製品を発売し市場の最前線を走りつづけていたが、1990年代に入ると同業他社、特にアイオメガとの競合にさらされ、次第にシェアを奪われるようになった。
1995年以降登場してくるSOHO市場への浸透を図るが、ターゲットに作られた他社のリムーバブルメディア（アイオメガZip等の大容量フロッピーディスクなど）が出てくると、次第にシェアを奪われるようになった。当時リムーバブルストレージには大きく分けて2つの市場があり、
- SOHO市場 - 容量や性能はほどほどあれば十分、それよりも低価格であることが求められる。販売台数が多い。
- ヘビーユース市場 - 価格は高くてもいいが、容量や性能のいい物が選ばれる。販売台数は少ない。

リムーバブルハードディスクはその構造上、SOHO市場で競合するZipなどにはコストでかなわないことは明白で、どちらかというとヘビーユース向けに適した製品であったにもかかわらず、あえてリムーバブルハードディスクをSOHO市場向けへ投入したことがSyQuestの経営悪化を招いたといわれていた
一時は同じくフランスのリムーバブルハードディスクベンダーでSyQuest互換ディスクの発売もしていたNomai社との株式交換による合併計画があったが、SyQuestの業績悪化を理由に合意に至ることはなかった。
その後、業績悪化のためSyQuestは1998年11月2日に業務停止、1999年1月に自己破産した。 SyQuest資産は（知的財産権、在庫品、固定資産の全て。債権は含まれない）ライバル社であったアイオメガに950万ドルで買収された。
倒産後もSyQuestのサイトではサポート、在庫品、再生品、各種ドライブメディアの販売が行われていたが、現在はドライバのリンク先などが記されたごく簡単なものになっている。買収先のアイオメガも後には他社に買収されており、メディア等の入手は困難。

## 主な製品

### 1枚プラッター
- 5.25インチ
  - Q100 - 6.38MB
  - SQ300 - 15MB
  - SQ400 - 44MB
  - SQ800 - 88MB
  - SQ2000 - 200MB

SQ400/800/2000にはそれぞれ上位互換性があり、例えばSQ2000のドライブではSQ800とSQ400のディスクが読み書きできる。
- 3.5インチ
  - SQ310 - 105MB
  - SQ327 - 270MB
  - EZ135 - 135MB
  - ezflyer - 230MB

SQ327はSQ105の、EzFlyerはEZ135の、それぞれ上位互換になっている。SQ310/SQ327とEzFlyer/EZ135との間に互換性はない。

### 複数プラッター
- 5.25インチ
  - Quest 4.7 - 4.7GB
- 3.5インチディスク
  - SyJet - 1.5GB
  - SparQ - 1.0GB

SQ327、EZ135、ezflyerのディスクは、Nomai社製540MBリムーバブルハードディスクも含めて、PDC (Power Disk Cartridge) という統一ディスク規格も策定されていた。